# Tranemo distrikt
Tranemo distrikt är ett distrikt i Tranemo kommun och Västra Götalands län. 
Distriktet ligger i och omkring Tranemo. 

## Tidigare administrativ tillhörighet
Distriktet inrättades 2016 och utgörs av socknen Tranemo i Tranemo kommun.
Området motsvarar den omfattning Tranemo församling hade vid årsskiftet 1999/2000.